# Jordan Lefort
Jordan Lefort (Champigny-sur-Marne, 1993. augusztus 9. –) francia labdarúgó, a Paris hátvédje.

## Pályafutása
Lefort a franciaországi Champigny-sur-Marne városában született. Az ifjúsági pályafutást a CFFP és a Montferrand csapataiban kezdte, majd a Strasbourg és az Amiens akadémiájánál folytatta.
2012-ben mutatkozott be az Amiens tartalék, majd 2013-ban a harmadosztályban szereplő felnőtt csapatában. Először a 2013. augusztus 6-ai, Châteauroux elleni kupamérkőzésen lépett pályára. A 2015–16-os szezonban feljutottak a másodosztályba, majd a következő szezonban az első osztályba is. A 2017–18-as szezonban a Quevilly-Rouen, míg a 2019–20-as szezon második felében a svájci Young Boys csapatát erősítette kölcsönben. 
2020. augusztus 13-án a lehetőséggel élve három éves szerződést kötött a svájci klubbal. Először a 2020. szeptember 19-ei, Zürich elleni mérkőzés 84. percében Ulisses Garcia cseréjeként lépett pályára. Első gólját 2020. november 29-én, a Lausanne-Sport ellen 3–0-ra megnyert találkozón szerezte. 2022. augusztus 30-án visszatért Franciaországba és a másodosztályú Parisnál folytatta a labdarúgást.

## Statisztika
2022. szeptember 17. szerint.
| Klub                        | Szezon   | Bajnokság          | Bajnokság | Bajnokság | Kupa  | Kupa  | Nemzetközi | Nemzetközi | Összesen | Összesen |
| Klub                        | Szezon   | Bajnokság          | Mérk.     | Gólok     | Mérk. | Gólok | Mérk.      | Gólok      | Mérk.    | Gólok    |
| --------------------------- | -------- | ------------------ | --------- | --------- | ----- | ----- | ---------- | ---------- | -------- | -------- |
| Amiens                      | 2013–14  | National           | 1         | 0         | 3     | 0     | 0          | 0          | 4        | 0        |
| Amiens                      | 2014–15  | National           | 11        | 0         | 4     | 0     | 0          | 0          | 15       | 0        |
| Amiens                      | 2015–16  | National           | 13        | 0         | 0     | 0     | 0          | 0          | 13       | 0        |
| Amiens                      | 2016–17  | Ligue 2            | 27        | 1         | 0     | 0     | 0          | 0          | 27       | 1        |
| Amiens                      | 2018–19  | Ligue 1            | 23        | 0         | 4     | 0     | 0          | 0          | 27       | 0        |
| Amiens                      | 2019–20  | Ligue 1            | 10        | 0         | 4     | 0     | 0          | 0          | 14       | 0        |
| Amiens                      | Összesen | Összesen           | 85        | 1         | 14    | 0     | 0          | 0          | 99       | 1        |
| Quevilly-Rouen (kölcsönben) | 2017–18  | Ligue 2            | 37        | 2         | 2     | 0     | 0          | 0          | 39       | 2        |
| Young Boys (kölcsönben)     | 2019–20  | Swiss Super League | 15        | 0         | 3     | 0     | 0          | 0          | 18       | 0        |
| Young Boys                  | 2020–21  | Swiss Super League | 28        | 1         | 1     | 0     | 11         | 0          | 40       | 1        |
| Young Boys                  | 2021–22  | Swiss Super League | 20        | 0         | 2     | 0     | 5          | 0          | 27       | 0        |
| Young Boys                  | 2022–23  | Swiss Super League | 2         | 0         | 0     | 0     | 2          | 0          | 4        | 0        |
| Young Boys                  | Összesen | Összesen           | 50        | 1         | 3     | 0     | 18         | 0          | 71       | 1        |
| Paris                       | 2022–23  | Ligue 2            | 3         | 0         | 0     | 0     | 0          | 0          | 3        | 0        |
| Összesen                    | Összesen | Összesen           | 190       | 4         | 22    | 0     | 18         | 0          | 230      | 4        |

## Sikerei, díjai
Young Boys
- Swiss Super League
  - Bajnok (2): 2019–20, 2020–21

- Svájci Kupa
  - Győztes (1): 2019–20

## Fordítás
Ez a szócikk részben vagy egészben  a   Jordan Lefort című angol Wikipédia-szócikk fordításán alapul.  Az eredeti cikk szerkesztőit annak laptörténete sorolja fel. Ez a jelzés csupán a megfogalmazás eredetét és a szerzői jogokat jelzi, nem szolgál a cikkben szereplő információk forrásmegjelöléseként.